# بنة (غرمي)
بنة (بالفارسية: بنه) هي قرية تقع في أردبيل في إيران. يقدر عدد سكانها بـ 688 نسمة بحسب إحصاء 2016.